# Bolbitis subcrenata
Bolbitis subcrenata är en träjonväxtart som först beskrevs av William Jackson Hooker och Grev., och fick sitt nu gällande namn av Ren-Chang Ching. Bolbitis subcrenata ingår i släktet Bolbitis och familjen Dryopteridaceae. Inga underarter finns listade.